# لميس الطائية
لميس بنت عبد الله بن محمد الطائية (1950)  عمانية الجنسية، مديرة دائرة الجمعيات النسائية الثقافية بوزارة الشؤون الاجتماعية والعمل وأول برلمانية خليجية بالتعيين 

## النشأة
ولدت في في مدينة مسقط بسلطنة عمان في 1950.  هي الابنة الكبرى للشيخ عبد الله بن محمد بن صالح بن عامر الطيواني البطاشي الطائي. عمها هو نصر بن محمد الطائي، أول صحفي بارز وكاتب ومعلم للغة الإنجليزية، وهو مؤسس صحيفة «الوطن» التي تعد أقدم صحف سلطنة عمان وأول صحفي عماني يقوم بعمل لقاء صحفي مع صاحب الجلالة المرحوم السلطان قابوس بن سعيد مؤسس عهد النهضة العمانية.

## التعليم
درست المرحلة الابتدائية في البحرين .والمرحلتين الإعدادية والثانوية في الكويت ثم التحقت جامعة عين شمس بجمهورية بمصرودرست ليسانس علم نفس واجتماع وتخرجت سنة ١٩٧٣.م  أكملت دراستها العليا في الولايات المتحدة وبريطانيا، حيث درست تمهيد الماجستير في جامعة نيويورك بالولايات المتحدة الأميركية سنة ١٩٨٥م  وأكملت الماجستير في بريطانيا 

## الحياة العملية
●     نائبة مديرة الإدارة الاجتماعية بوزارة التربية والتعليم بدولة الإمارات العربية المتحدة في فرع أبو ظبي. 
●     نائبة رئيس تحرير مجلة “هي” الصادرة في أبو ظبي. 
●    مثلت المرأة العمانية كزوجة لدبلوماسي وسفير عمان (المرحوم الشيخ سعود بن سالم بن حسن العنسي اليافعي) لمدة عشرين عاماً، في لندن، تونس، باكستان، جيبوتي، الكويت، كولومبيا، والأمم المتحدة. (زوجة الدبلوماسي عادة هي الوجه الثاني لعمل السفير). 
●      رئيسة تحرير المجلة “العمانية” الصادرة عن جمعيات المرأة العمانية التابعة لوزارة الشؤون الاجتماعية والعمل بسلطنة عمان.
●     مديرة دائرة الجمعيات النسائية الثقافية بوزارة الشؤون الاجتماعية والعمل بسلطنة عمان.
●     عضو مجلس الدولة العماني من سنة ١٩٩٧ إلى سنة ٢٠١١.  
●     عضو الاتحاد النسائي للسلام العالمي NGO ومقره في طوكيو 

## المسيرة الثقافية
لقد أسهمت في تنسيق الكتابين الفجر الزاحف وملائكة الجبل الأخضر لوالدها عبد الله الطائي  . قامت بإعادة خط بعض كتب والدها ابتداء من الشراع الكبير وانتهاء بالمغلغل الذي لم يتمكن مازن الطائي من قراءته ليطبع ما تركه والدها من إرث مخطوط. [1]التقت بكبار كتاب العصر وأدبائه بسبب رفقتها بحاتم الطائي، مثل: عمر أبو ريشه ونزار قباني والبياتي صديق والدها وزميله، ونازك الملائكة وفدوى طوقان، والأبنودي وابراهيم العريض البحريني، وعبد الرزاق البصير الشاعر الكويتي، وغازي القصيبي السعودي، وسعيد عقيل اللبناني، ورياض الريس، وسميح القاسم ومحمود درويش وبدر شاكر السياب وغيرهم.   التقتْ لميس بأعلام السياسة آنذاك جمال عبد الناصر وأحمد حسن البكر والشيخ صباح الأحمد الصباح والشيخ زايد بن سلطان آل نهيان شهدت ولادة قصيدة عندما تحدث خلفان من ديوان وداعا أيها الليل الطويل. والدها كاتب اوبريت وقصيدة صوتٌ للنهضة ناد الذي كتبها عندما تولى السلطان قابوس بن سعيد مقاليد الحكم، ويقال انها كانت مصدر الهام باب الاوبريت «المرأة» الذي يقول فيه: وانا المرأة لي في العيد لسانُ...
و قد نشرت الطائية أول كتاب طبخ عماني بعنوان «العزاف» ويوثق كافة الطبخات العمانية من كل المناطق. ونشرته باللغتين العربية والإنجليزية، ونشرت الطبعة الأولى في أبريل ١٩٩٤.